# Into the Blue (Kylie Minogue-dal)
Az Into the Blue Kylie Minogue ausztrál énekesnő tizenkettedik stúdióalbumának első kislemeze. A szerzeményt Kelly Sheehan, Mike Rio, és Jacob Kasher írta. A dal 2014. március 16-án jelenik meg, a rádiós premierje pedig január 27-én volt Jacob Kasher műsorában a BBC Radio 2-es csatornáján, Ken Bruce műsorában hangzott el. Zeneileg az "Into the Blue" szintetizátorok, billentyűs hangszerek, és vonósok hangszerelését tartalmazza. A lírai tartalom függetlenségről, szabadságról, és boldogságról szól.
A dal megjelenése után az "Into the Blue" pozitív kritikai elismerést kapott a  zenekritikusoktól, akik közül néhányan a 2010-es All the Lovers című dalához hasonlították. Sokan a lírai tartalom felemelő témájához hasonlították, és dicsérték a dal kompozícióját, és az énekhangot is. A kritikusok ezen felül megjegyezték Minogue klasszikus arculatát. Minogue korábbi albumainak vezető kislemezeihez képest mérsékelt kereskedelmi sikert aratott a slágerlistákon. Írországban, és Japánban, az első tíz helyezett között volt, míg Ausztráliában, Belgiumban, az Egyesült Királyságban, és Az Egyesült Államokban komponens listahelyezett volt.
Az "Into the Blue" című dalhoz tartozó klipet Dawn Shadforth rendezte, melyben Minogue London utcán sétál, és bulizik. Miközben a képernyőn megjelenő barátjával tölti az időt. 2014. február 2-án jelent meg a klip Minogue YouTube csatornáján, és egyetemes elismerést kapott a zenekommentátoroktól.

## Előzmények és összetétel
2012-ben Minogue a zeneiparban eltöltött 25 évének egy éven át tartó ünneplését kezdte meg, melyet gyakran "K25" néven emlegettek. Az évforduló azzal kezdődött, hogy elindult az Anti Tour, amelyen a zenei katalógusból B. oldalas kislemezdalok, demók, és ritkaságok szerepeltek. Minogue 2012 októberében adta ki a The Abbey Road Sessions című válogatásalbumot. Az albumon korábbi dalainak átdolgozott, és zenekari változatait tartalmazza, amelyeket a londoni Abbey Road Stúdióban rögzítettek. Az album kedvező kritikákat kapott a zenekritikusoktól, és a 2. helyen debütált az Egyesült Királyságban.
2014 januárjában Minogue feltöltött egy képet az Instagram fiókjába, amelyen az állt: "Boldog Új Évet a Szerelmeseknek!...Minden jót kívánok, és alig várom, hogy új zenéket osszak meg veletek A #KM2014 ❤️💋❤️#IntoTheBlue-ban" Az #IntoTheBlue hashtagnek az volt a híre, hogy a hamarosan megjelenő Minogue kislemez vagy album címére utal. A dal premierjét Minogue honlapján tervezték bemutatni január 27-én, azonban egy spanyol Tumblr oldalról január 19-én kiszivárgott egy harminc másodperces felvétel. Minogue végül január 27-én mutatta be a dalt a BBC Radio 2-es csatornán, Ken Bruve showműsorában. A dal grafikáját ugyanazon a napon mutatták be, melyen Minogue átlátszó ruhát viselt, ahol a dalcím átfedte őt.
Az "Into the Blue" 116 BPM/ütemű, és A-dúr hangnemben íródott. Minogue énekhangja A3 mély hangjától A5 magas hangjáig terjed.

## Kritikák
Az "Into the Blue" pozitív kritikai elismerést kapott. Christina Lee az Idolatortól azt mondta: "Miközben zongora akkordokkal, és húros hangszerek összemosásával indítják a dalt, az valóban szeizmikus érzéseket vált ki, ahol Minogue kristályos hangja szárnyal. Optimistán hangzik, még ha nem is teljes a boldogság". A The Huffington Post egyik kritikusa nyolc okot adott arra hogy miért Kylie új kislemeze a legjobb pop kislemez, melyet "egész évben hallani fogsz". A kiadvány dicsérete, hogy megpróbált valami modern, ám de mégis valamilyen "klasszikus" dolgot összehozni, mely azonnali popklasszikus, de képes arra a ritka modern bravúrra, hogy minden hallgatás során jobb lesz. [...]. Perez Hilton a dalról és a videóról is egyöntetű véleményt nyilvánított. "Az énekesnő ismét megcsinálta ezzel az AH-Mazing slágerrel és videoklippel együtt a legjobbat. A Consequence of Sound pozitívan értékelte a dalt, mondván, hogy ez egy csábító és életigenlő popdal, tele felemelő dalszöveggel: "When I got my back up against the wall, don't need no one to rescue me/'Cause I ain't waiting up for no miracle, yeah tonight I'm running free!"
Bernard Zuel a The Sydney Morning Herald munkatársa is pozitívan értékelte a dalt, melyet győztesnek nevezett, mely átkozottul fülbemászó, és enyhén ecsetelve elektronikus tánczenei hangzása van, amely egy mélyen klasszikus Kylie Minogue popdallam". Ugyanakkor azt is kijelentette, hogy bár ez egy szilárd visszatérő kislemez, "kicsit túl biztonságos ahhoz, hogy nagy hatást gyakoroljon a slágerlistákra". Lewis Corner a Digital Spy munkatársa pozitívan értékelte a dalt. Az Egyesült Királyságban megjelent kiadásról azt mondta, hogy a dal egy olyan lépés volt, amely csak arra szolgált, hogy fokozza azt, amit már nagyon jól csinál, és még azt szeretné, ha Kylie még egy darabig még többet csinálna ebből.

## Kereskedelmi sikerek
Az "Into the Blue" a Belga Flandria és Vallonia listákon az 57. illetve a 23. helyen debütált. Vallóniában a dal a 10. helyre emelkedett, mely Minogue első Ultratip Top 10-es slágere volt a 2010-es Get Outta My Way óta. A dal Finnországban a 22. helyen debütált. Spanyolországban a 16. helyezett volt. A dal a francia kislemezlistán a 70. helyen került fel a listákra, míg Magyarországon a 19. volt. Oroszországban a TopHit lista 243. helyén szerepelt. A dal mindkét belga listán az első tízben volt benne, Horvátországban Top 5-ös sláger volt, a 4. helyen végzett.
Hazájában, Ausztráliában az "Into the Blue" a 46. helyen debütált 2648 eladott példányszámmal, így ez volt Minogue első olyan kislemeze, amely nem az első negyven között debütált. A dal a 96. helyre csúszott vissza az 1184 db eladásával, így a teljes eladások száma 3832-re emelkedett két eladás után, így ez lett a legsikertelenebb vezető kislemeze. A dal azonban a 7. helyet érte el az ausztrál hazai slágerlistán, mígnem a következő héten a 20. helyre esett vissza. A dal a 66. helyen debütált a Japán Hot 100-as listán, és a következő héten a 16. helyre emelkedett. Április 4-én a dal a 33. helyről a 8. helyre került a Top 10-ben. A dal a 182. helyen debütált a Dél-Koreai nemzetközi digitális slágerlistán 1537 eladással. Az Egyesült Királyságban a dal a 12. volt a kislemezlistán.
A dal január 28-án jelent meg az Egyesült Államokban és Kanadában. Az első héten a 4000 digitális letöltés után a dal a 39. illetve a 41. helyen debütált az Egyesült Államok Dance/Electronic Digital Songs és a Dance/Electronic Songs listáin. A dal hivatalosan az 52. helyen debütált az US Hot Dance Club Songs listán. A lista ötödik hetében a dal az 1. helyet érte el.

## Videoklip
A dalhoz tartozó klipet 2014 januárjában forgatták Londonban, melyet Dawn Shadforth rendezett. A videó 2014. február 3-án jelent meg, melyben Clément Sibony francia színész is szerepel, mint Minogue szerelme.
A klipet pozitívan fogadták a zenekritikusok. Jason Lipshutz a Billboard munkatársa "álomszerűnek" minősítette a videót, és azt mondta: "Minogue legjújjabb vízuálja bocsánatkérően elbűvölő, a popsztár és a képernyőn megjelenő barátja a pazar bulizást a hálószobában töltött egyedülléttel, és a fekete-fehér színekkel keveri. Ez egy olyan dráma, amelyhez Minogue szépsége után kell futnia egy elhagyatott járdán, de ami még fontosabb, Minogue 1:16-nál mint egy robot, úgy táncol, amit nem szabad kihagyni". A magazin kritikusa szexinek minősítette a videót, mondván, a "45 éves Kylie egy ágyon forgolódva szexisen fitogtatja irigylésre méltó alakját, beleértve a tömött gombostűit is, és félmeztelenül összezárja ajkait néhány meglehetősen vagány jelenetben. [...]".

## Élő előadások
2014 márciusában Minogue előadta az "Into the Blue"-t a Sport Relief 2014 televíziós különkiadásában, a The Voice UK-ban, és az Echo Awards 2014-es díjkiosztóján. 2014 áprilisában a dal a The Graham Norton Showban hangzott el. A dal Minogue Kiss Me Once Tour turnéján, és a Kylie Summer 2015-ös turné lezárására használták.
Emellett egyike volt annak a hét dalnak, amelyet Kylie a 2014-es Commonwealth Games záróceremóniáján előadott.

## Formátumok és számlista
7" Single
1. "Into the Blue" – 4:10
2. "Sparks" – 3:30

CD Single
1. "Into the Blue (Album Version)" – 4:10
2. "Into the Blue (S-Man Deep Blue Remix)" — 7:35
3. "Into the Blue (Patrick Hagenaar Colour Code Remix)" — 6:22
4. "Into the Blue (Vanilla Ace Remix)" — 6:22

## Remixek
| Roger Sanchez Mixes - "Into the Blue (S-Man Deep Blue Remix)" — 7:35 - "Into the Blue (S-Man Instrumental)" — 7:35 Patrick Hagenaar Mix - "Into the Blue (Patrick Hagenaar Colour Code Remix)" — 6:22 - "Into the Blue (Patrick Hagenaar Colour Code Dub)" — 6:22 Tracy Young Mixes - "Into the Blue (Tracy Young Ferosh Reconstruction Club)" — 6:55 - "Into the Blue (Tracy Young Ferosh Reconstruction Dub)" — 6:55 | Country Club Martini Crew Mixes - "Into the Blue (Country Club Martini Crew Remix)" — 5:55 Vanilla Ace Mix - "Into the Blue (Vanilla Ace Remix)" — 6:22 Morlando Mix - "Into the Blue (Morlando Remix)" — 6:30 Yasutaka Nakata Mix - "Into the Blue (Yasutaka Nakata Capsule Remix)" — 6:36 |

## Slágerlista
| Slágerlista (2014)                        | Legjobb helyezések |
| ----------------------------------------- | ------------------ |
| Ausztrália (ARIA)                         | 46                 |
| Ausztria (Ö3 Austria Top 40)              | 37                 |
| Belgium (Ultratip Flanders)               | 6                  |
| Belgium (Ultratip Wallonia)               | 3                  |
| CIS (TopHit)                              | 146                |
| Finnország (Latauslista)                  | 22                 |
| Franciaország (Single Top 100)            | 47                 |
| Németország (Media Control Charts)        | 31                 |
| Írország (IRMA)                           | 9                  |
| Italy (FIMI)                              | 69                 |
| Magyarország (Rádiós Top 40)              | 9                  |
| Hungary (Single Top 40)                   | 19                 |
| Japan (Billboard Japan Hot 100)           | 8                  |
| Japan Hot Overseas (Billboard)            | 3                  |
| Luxembourg (Radio Luxembourg)             | 40                 |
| Skócia (Scottish Singles Top 40)          | 10                 |
| Spanyolország (PROMUSICAE)                | 16                 |
| Svájc (Schweizer Hitparade)               | 32                 |
| Egyesült Királyság (UK Singles Chart)     | 12                 |
| US Hot Dance Club Songs (Billboard)       | 1                  |
| US Hot Dance/Electronic Songs (Billboard) | 24                 |

| Slágerlista (2014)                        | Helyezések |
| ----------------------------------------- | ---------- |
| Hungary (Rádiós Top 40)                   | 60         |
| Japan Hot Overseas (Billboard Japan)      | 13         |
| Japan Radio Songs (Billboard Japan)       | 11         |
| US Dance Club Songs (Billboard)           | 39         |
| US Hot Dance/Electronic Songs (Billboard) | 91         |

## Megjelenések
| Ország             | Dátum             | Formátum               |
| ------------------ | ----------------- | ---------------------- |
| Ausztrália         | 2014. január 28.  | Digitális letöltés     |
| Új Zéland          | 2014. január 28.  | Digitális letöltés     |
| Ausztrália         | 2014. február 21. | Remix EP               |
| Németország        | 2014. március 7.  | CD, digitális letöltés |
| Ausztria           | 2014. március 7.  | CD, digitális letöltés |
| Svájc              | 2014. március 7.  | CD, digitális letöltés |
| Írország           | 2014. március 7.  | CD, digitális letöltés |
| Egyesült Királyság | 2014. március 9.  | CD, digitális letöltés |
| Kanada             | 2014. március 11. | Remix EP               |